# Brđani (Rešetari)
Brđani is een plaats in de gemeente Rešetari in de Kroatische provincie Brod-Posavina. De plaats telt 298 inwoners (2001).